# Argyrodiet
Het mineraal argyrodiet is een relatief zeldzaam zilver-germanium-sulfide met de chemische formule Ag8GeS6. Argyrodiet vormt een mengreeks met canfieldiet, waarin germanium gesubstitueerd wordt door tin.

## Naamgeving en ontdekking
De naam is afgeleid van het Griekse argyroodès (άργνρώδης), dat rijk aan zilver betekent. Dit verwijst uiteraard naar de samenstelling ervan. Het mineraal werd in 1886 ontdekt door Clemens Winkler in de Himmelsfürstmijn nabij Brand-Erbisdorf (Saksen, Duitsland).

## Eigenschappen
Het zwarte tot staalgrijze argyrodiet heeft een orthorombisch kristalstelsel. Het komt voor als octaëders, dodecaëders, in bothryodale korsten en in radiale kristalaggregaten. Het breukvlak is schelpvormig (conchoïdaal). De hardheid is 2,5 op de schaal van Mohs en de relatieve dichtheid bedraagt 6,1 tot 6,3 g/cm³.
Argyrodiet wordt gerekend tot de sulfozouten. Het mineraal is noch magnetisch, noch radioactief.

## Vindplaatsen
Het mineraal wordt op enkele plaatsen ter wereld gevonden:
- Op de typelocatie in Saksen (Duitsland)
- In de provincie Antonio Quijarro in Bolivia
- In het district Bou Azzer in Marokko
- In de Mogul Mine in Tipperary (Ierland)
- Op het Great Barrier-eiland in Nieuw-Zeeland